# Psathyrocaris plumosa
Psathyrocaris plumosa is een garnalensoort uit de familie van de Pasiphaeidae. De wetenschappelijke naam van de soort is voor het eerst geldig gepubliceerd in 1894 door Alcock & Anderson.